# Rosetown
Rosetown es un pueblo canadiense situado en la provincia de Saskatchewan.

## Superficie
Rosetown tiene una superficie de 11,59 km².

## Demografía
En 2021, tenía 2507 habitantes, una densidad poblacional de 216,3 hab./km², y 1224 viviendas.